# Unio Trium Nationum
De Unio Trium Nationum (Latijn voor Unie der Drie Naties) was een pact van wederzijdse bijstand dat in 1438 werd ondertekend door de drie standen van Zevenburgen, namelijk de (grotendeels Hongaarse) adel, de Saksische patriciërsklasse en de militaire Szeklers. Het pact was gericht tegen de boerenbevolking, ongeacht diens etniciteit, als reactie op de Zevenburgse boerenopstand (1437-1438). In de feodale landdag waarin afgevaardigden van de Drie Naties vergaderden, was de landbouwersklasse bijgevolg niet vertegenwoordigd.

## Achtergrond

### Administratieve indeling van Zevenburgen

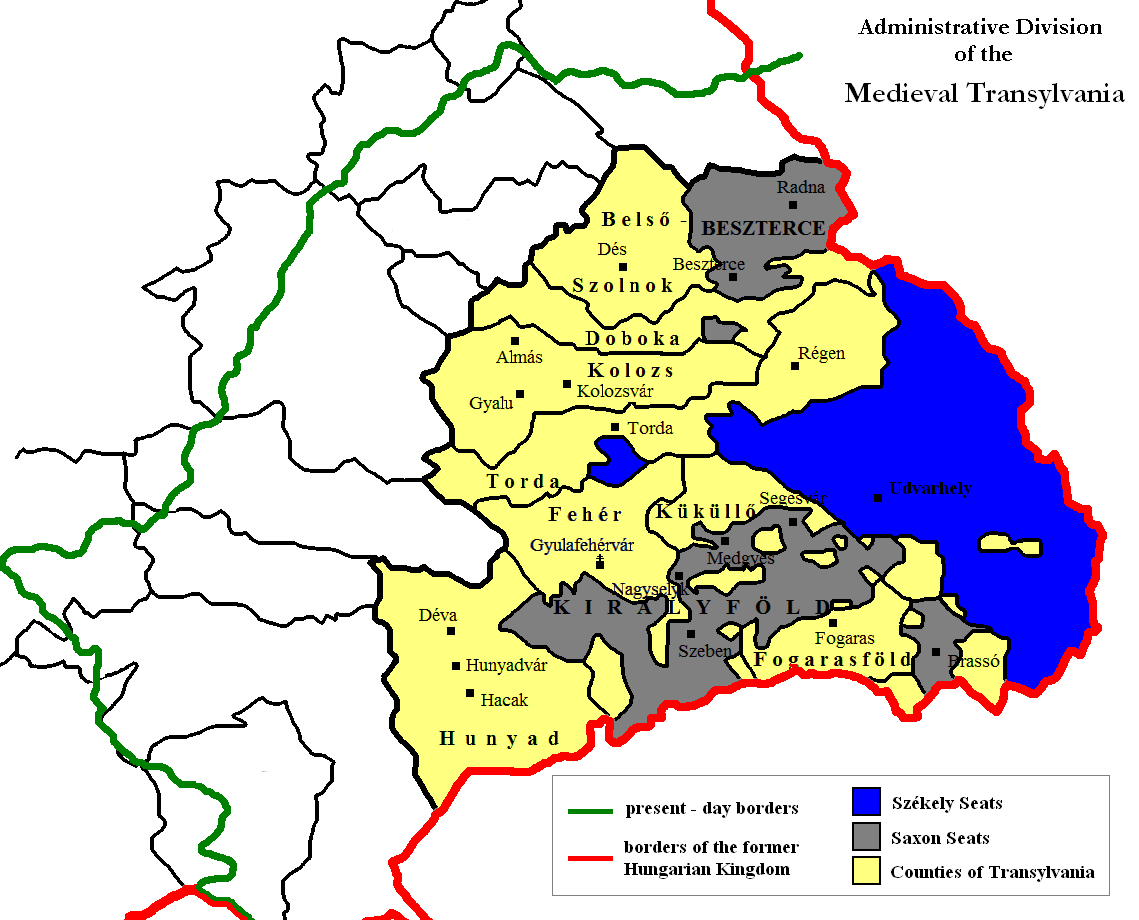
Gebieden van de drie geprivilegieerde standen in Zevenburgen:
Szeklerland
Königsboden
Comitaten onder het gezag van adel en clerus

Middeleeuws Transsylvanië was in een relatief heterogene manier onderverdeeld. Enerzijds waren er comitaten, bestuurd door de adel en de clerus, waar de bevolking grotendeels uit Hongaarse en Roemeense horigen bestond. De gebieden die werden bewoond door Zevenburger Saksen en de Szeklers (respectievelijk de Königsboden en het Szeklerland), waren echter onderverdeeld in zogenaamde stoelen. Deze gebieden hadden het koninklijke privilege op zelfbestuur gekregen en werden niet bestuurd door feodale landheren.

### Beweegredenen tot het pact
De eerste militaire campagnes van het opkomende Ottomaanse Rijk tegen Zevenburgen werden georganiseerd in 1421. De Szeklers en Saksen, die in de grensgebieden woonden, werden overweldigd. Anderzijds was de Hongaarse koning niet in staat snel te reageren en was ook de Zevenburgse Landdag al decennia lang niet meer samengekomen. De nood aan een orgaan dat de verdediging coördineerde drong zich dus op.
Tegelijkertijd waren de adel en de clerus in Midden-Zevenburgen bezorgd over de opstandige horigen. Niet alleen Roemeense, maar ook Hongaarse horigen waren misnoegd over de hoge belastingen en de beperkingen op vrije beweging. Afzonderlijke protesten van de boerenbevolking culmineerden in 1437 tot een echte opstand, de Zevenburgse boerenopstand, waarbij boeren en lage Hongaarse adel de troepen van de grondbezitters versloegen. De rechtstreekse aanleiding tot de opstand was een poging van de bisschop van Zevenburgen op belastingen te innen.

## Broederlijke Unie (Unie van Kápolna)
Ondanks de dringende moeilijkheden werd de Zevenburgse Landdag niet samengeroepen door de vojvoda van Zevenburgen, waardoor verschillende edellieden zelf aandrongen op een vergadering van de drie naties. Bij deze gelegenheid verbond de adel zich met de Szeklers en de Saksen, die nog steeds Ottomaanse invallen vreesden. Het pact tot wederzijdse bijstand werd ondertekend in Kápolna en werd de Broederlijke Unie (Latijn: Fraterna Unio) genoemd. Het doel was bescherming tegen enerzijds opstanden en anderzijds Ottomaanse aanvallen.

## Unie der Drie Naties
Op 2 februari 1438 werd het verbond tussen de Hongaarse edellieden, de Szeklers en de Zevenburger Saksen nog verstevigd in een pact dat de Unie der Drie Naties (Latijn: Unio Trium Nationum) werd genoemd. De overeenkomst was gericht op wederzijdse hulp in het geval van opstanden of Ottomaanse invallen. Bovendien verzekerde de Unie dat de horigen uit de Zevenburgse besluitvorming werden uitgesloten, hoewel ze in de comitaten ruim de meerderheid van de bevolking uitmaakten.
Het verbond tussen de drie bevoorrechte standen in Transsylvanië bleef eeuwenlang doeltreffend en vormde het kader van de Zevenburgse interne en buitenlandse betrekkingen. Toen het Ottomaanse gevaar na de 18e eeuw geweken was, werd de Unie een verbond van drie standen die hun bevoorrechte positie wilden vrijwaren. In de loop van de 19e eeuw werd de term "drie naties" meer beladen, omdat de Roemeense bevolking consequent uit het Zevenburgse bestuur werd uitgesloten. De Unie was evenwel gericht tegen de boerenbevolking, ongeacht etnische achtergrond.